# Kent Larsson (konstnär)
Kent Larsson, född 1959 i Kortedala, är en svensk konstnär.
Kent Larsson som är konstnär på heltid sedan 1984 har haft ett stort antal omskrivna utställningar på konstmuseum, konsthallar och gallerier runt om i Sverige samt även i London. 2009 hade Kent en stor separatutställning i Fredrikshamns konstmuseum.
Kent Larsson är representerad på Göteborgs konstmuseum , Västerås konstmuseum, Statens konstråd och i ett stort antal kommuner och landsting.